# Hwang Myung-hyun
Hwang Myung-hyun (kor. 황명현; * 14. November 2001 in Jinju) ist ein südkoreanischer Fußballspieler.

## Karriere
Hwang Myung-hyun erlernte das Fußballspielen in den Schulmannschaften der Jinju Bongrae Elementary School und der Eonnam High School, in den Jugendmannschaften des Jinju Ko Bong-woo FC, Jinju FC, Eonnam FC und des New Eunpyeong FC sowie in der Universitätsmannschaft der Dongguk University. Seinen ersten Vertrag unterschrieb er im Januar 2022 bei den Suwon Samsung Bluewings. Das Fußballfranchise aus der Suwon spielte in der ersten Liga, der K League 1. In seiner ersten Spielzeit kam er in Suwon nicht zum Einsatz. Die Saison 2023 wurde er an den Ligakonkurrenten Jeonnam Dragons verliehen. Bei dem Club aus Gwangyang kam er ebenfalls nicht zum Einsatz. Zu Beginn der Saison 2024 kehrte er zu den Bluewings zurück. Der Verein stieg am Ende der Saison 2023 als Tabellenletzter in die zweite Liga ab. Auch in der zweiten Liga kam er 2024 nicht zum Einsatz. Anfang Januar 2025 zog es ihn nach Thailand. Hier unterschrieb er einen Vertrag beim Erstligisten BG Pathum United FC. Sein Profidebüt gab er am 12. Januar 2025 (16. Spieltag) im Auswärtsspiel gegen den Rayong FC. Bei dem 1:1-Unentschieden stand er in der Startelf und spielte die kompletten 90 Minuten. Nach acht Ligaspielen gab er Ende Mai 2025 seinen Abschied von BG bekannt. Im Juli 2025 unterschrieb er in Indonesien einen Vertrag beim Erstligisten PSBS Biak.